# Michael Oakeshott

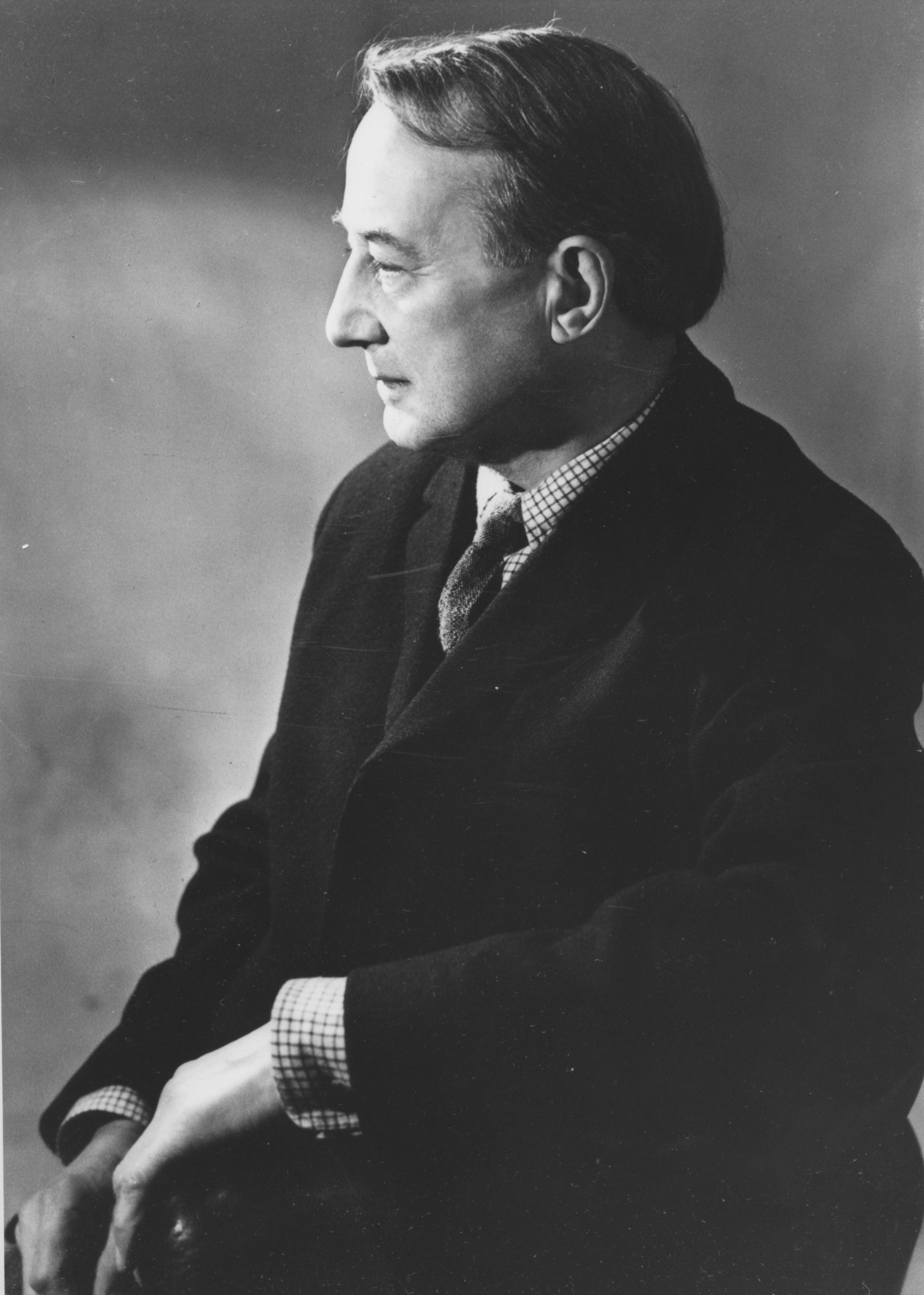
Michael Oakeshott

Michael Joseph Oakeshott (ur. 11 grudnia 1901 w Chelsfield, zm. 19 grudnia 1990 w Acton) – angielski filozof i historyk. Późny przedstawiciel idealizmu brytyjskiego

## Życiorys
Ukończył Gonville and Caius College na Uniwersytecie Cambridge.
Znany głównie jako jeden z odnowicieli filozofii politycznej w XX wieku, krytyk oświeceniowego racjonalizmu (głównie w polityce) i teoretyk państwa nowożytnego, jako związku cywilnego (civil association).
Uznawany za jednego z najwybitniejszych XX-wiecznych angielskich teoretyków polityki. Na gruncie oryginalnego sceptycyzmu filozoficznego, nieufnego podejścia do większości sądów na temat prawdy, dobra i natury rzeczywistości.

## Najważniejsze prace
- Experience and its Modes (1933)
- Hobbes's Leviathan (1946)
- Rationalism in Politics and Other Essays (1962)
- Hobbes on Civil Association (1975)
- On Human Conduct (1975, wyd. pol. O postępowaniu człowieka)
- On History (1983)
- Politics of Faith and Politics of Scepticism (1996)
- Voice of Liberal Learning (2000)

W języku polskim wydano:
- Wieża Babel i inne eseje (1999)
- O postępowaniu człowieka (2008)
- Polityka wiary i polityka sceptycyzmu (2019)

Artykuły przełożone na język polski:
- Idea uniwersytetu „Res Publica” 1991 nr 9–10.